# Otto Neururer
Otto Neururer (ur. 25 marca 1882 w Pillerze w Tyrolu Południowym  – zm. 30 maja 1940 KL Buchenwald) – błogosławiony i męczennik Kościoła katolickiego, był austriackim księdzem rzymskokatolickim, przeciwnikiem narodowego socjalizmu. Za próbę udzielenia chrztu w niemieckim obozie koncentracyjnym KL Buchenwald, został przez załogę obozu powieszony głową w dół, w wyniku czego zmarł.

## Życiorys
Otto Neururer urodził się w wielodzietnej rodzinie, jako dwunaste dziecko młynarza Petera i Hildegardy z domu Streng. Utalentowany, młody Otto ukończył szkołę powszechną z bardzo dobrym wynikiem i z rekomendacji swojego proboszcza został przyjęty w 1895 do seminarium mniejszego w Brixen. W 1902 wstąpił do seminarium wyższego, które ukończył z wyróżnieniem. 29 czerwca 1907 otrzymał święcenia kapłańskie. Przez dziesięć lat był wikariuszem w różnych parafiach, przez następne piętnaście był wikariuszem w parafii św. Jakuba w Innsbrucku (obecnej katedrze).

### Pobyt w obozie koncentracyjnym i męczeńska śmierć
W 1938 roku został aresztowany przez Gestapo; najpierw był przetrzymywany w więzieniu w Innsbrucku, a w dniu 3 marca 1939 roku został przeniesiony do obozu koncentracyjnego w Dachau, potem przewieziono go do obozu koncentracyjnego w Buchenwaldzie. Współwięzień przyszedł tam z prośbą o udzielenie mu chrztu św. Ks. Otto Neururer przeczuł pułapkę, mimo tego podjął się tego zadania. Dwa dni później został umieszczony w bunkrze o zaostrzonym rygorze i powieszony z głową w dół. Po 34 godzinach bolesnej agonii, torturowany umarł 30 maja 1940.

## Proces beatyfikacyjny
24 listopada 1996 w Watykanie proboszcz Otto Neururer został beatyfikowany wraz z innym austriackim ks. Jakubem Gappem przez papieża Jana Pawła II.